# Duplicariella phyllodoces
Duplicariella phyllodoces är en svampart som beskrevs av B. Erikss. 1970. Duplicariella phyllodoces ingår i släktet Duplicariella och familjen Rhytismataceae.  Arten är reproducerande i Sverige. Inga underarter finns listade i Catalogue of Life.